# Театрально-музыкальный центр (Кырджали)
Театрально-музыкальный центр имени Димитра Димова (болг. Театрално-музикален център "Димитър Димов") — государственное учреждение культуры в городе Кырджали (Болгария). Носит имя писателя и драматурга Димитра Димова (1909—1966). Театр объединяет драматическое, кукольное и музыкальное направления.
В театре работает 160 человек. В год театр даёт более 300 представлений для 250 тысяч зрителей, труппы выезжают в соседние населённые пункты (Момчилград, Джебел и др.) с гостевыми спектаклями, ездят на гастроли и участвуют в международных фестивалях и конкурсах.
В 2015 году театр находился на грани закрытия, когда накопившийся долг за электричество грозил отключением от сети. Справится с кризисом удалось благодаря сокращениям и режиму экономии, а также новыми постановками (в Болгарии финансирование театров с 2016 года поставлено в зависимость от посещаемости спектаклей).

## История

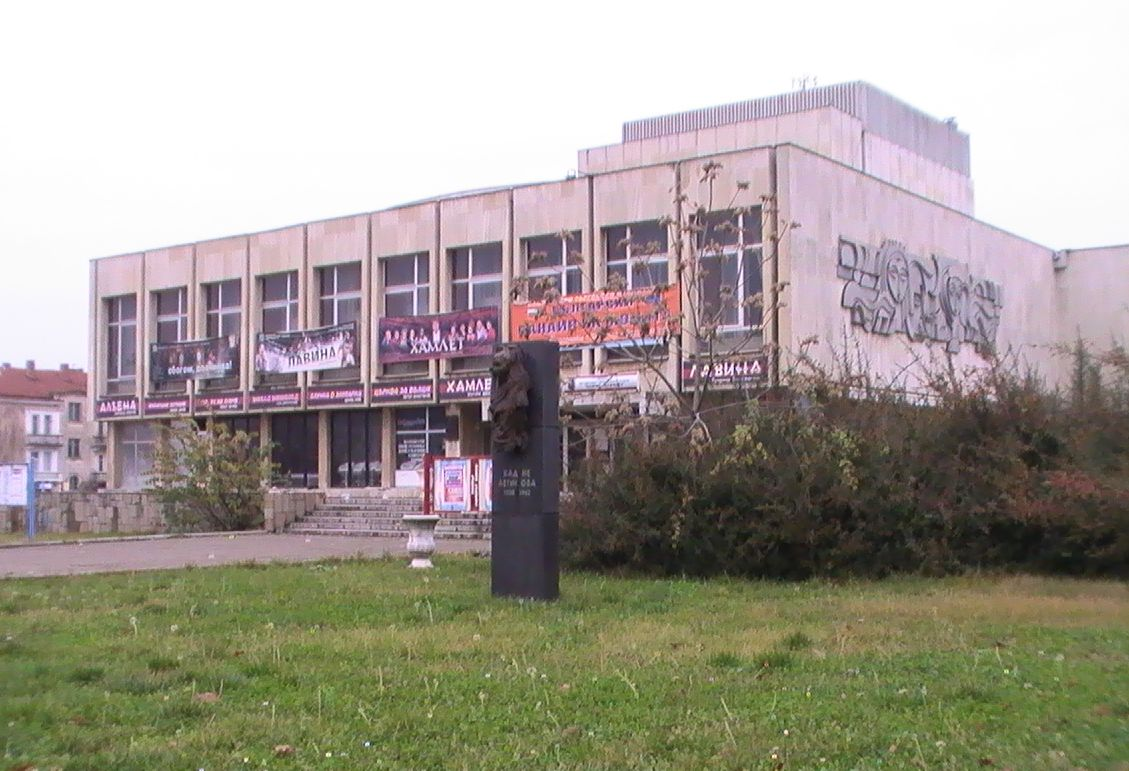
Фасад театра, на переднем плане памятник Кадрие Лятифовой

Театр открылся 1 сентября 1960 года. Первой постановкой стал спектакль Добри Войникова «Неправильно понятая цивилизация».
В 2000 году закрылось музыкальное направление театра. В том же году к нему был присоединён городской кукольный театр. Названием театра стало «Драматическо-кукольный театр». В 1999—2002 годах его возглавлял Петр Савчов.
Возглавивший театр в 2002 году директор Димитр Игнатов сформировал новую творческую группу с участием профессора Румена Рачева, режиссёра Пламена Панева и сценографа Нади Митевой. В труппу привлекли новых молодых актёров. Театру удалось хорошо себя показать в ряде престижных международных форумов. В репертуаре театра в то время были пьесы Й. Йовкова «Албена», Здравки Евтимовой «Нора, която си пееше наум», П. Атанасова «Църква за вълци», Стефана Цанева «Последняя ночь Сократа», К. Донева «Чрезвычайные ситуации» и др.
В 2010 году постановление Совета министров к театру был присоединён Государственный драматическо-музыкальный театр имени Кадрие Лятифовой. Это было сделано в рамках реформы театральной сферы, которую сопровождали слияния театров по всей Болгарии, однако могло быть связано и с конфликтом министра культуры, Вежди Рашидова, с директором музыкального театра Сабихой Местан (Рашидов и Местан обменялись взаимными обвинениями в непотизме и нецелевых тратах государственных средств). В 2011 году театр возглавил режиссёр Пламен Панев.
Музыкальный театр сохраняет творческую автономию и называется в новостях сцена имени Кадрие Лятифовой или музыкальный театр имени Кадрие Лятифовой (руководитель — Сабиха Местан).